# Rexburg
Rexburg est une ville américaine, siège du comté de Madison, dans l'Idaho. Sa population a été estimée en 2006 à 26 657 habitants. La ville a été fondée par un pionnier mormon du nom de Thomas Edwin Ricks, qui a donné son nom à la ville, appelée alors Ricksburg. Ce nom est devenu Rexburg.
Rexburg a été sévèrement touchée par les inondations qui ont suivi la rupture du barrage Teton en 1976. La rivière Teton coule au nord de la ville et, lors de la catastrophe, la ville est restée plusieurs jours sous les eaux. Un musée a été construit en mémoire de cette catastrophe.

## Religions
Un temple mormon a été consacré le 10 février 2008. C’est le troisième à être bâti dans l’État.

## Presse
Le journal local est le Standard Journal.